# Фирсов, Александр Алексеевич
Александр Алексеевич Фирсов (15 декабря 1945, Москва, РСФСР, СССР — 18 апреля 2020, там же, Россия) — российский учёный, профессор, специалист в области фармакокинетики и фармакодинамики, член-корреспондент РАМН (2011—2014), член-корреспондент РАН (2014).
С 2001 года — заведующий лабораторией фармакокинетики и фармакодинамики НИИ по изысканию новых антибиотиков имени Г. Ф. Гаузе, (2004—2007) — заместитель директора, (2007—2017) — директор этого института.
Скончался 18 апреля 2020 года. Похоронен на Пятницком кладбище Москвы (участок 18).